# Girolamo Rainaldi
Girolamo Rainaldi (* 4. Mai 1570 in Rom; † 15. Juli 1655 ebenda) war ein italienischer Architekt des Manierismus. Er konstruierte hauptsächlich Kirchengebäude und war ein Konkurrent von Gian Lorenzo Bernini. Sein Vater war Maler, sein 1611 geborener Sohn Carlo Rainaldi ein Architekt des Barocks.
Girolamo Rainaldi wurde von Domenico Fontana ausgebildet und arbeitete anschließend mit Giacomo della Porta zusammen, dem er als päpstlicher Architekt nachfolgte. In dieser Funktion war er u. a. an den Arbeiten am Petersdom beteiligt. Auch in Bologna war er aktiv.
Rainaldi ist in Santi Luca e Martina in Rom bestattet.

## Bauwerke (Auswahl)

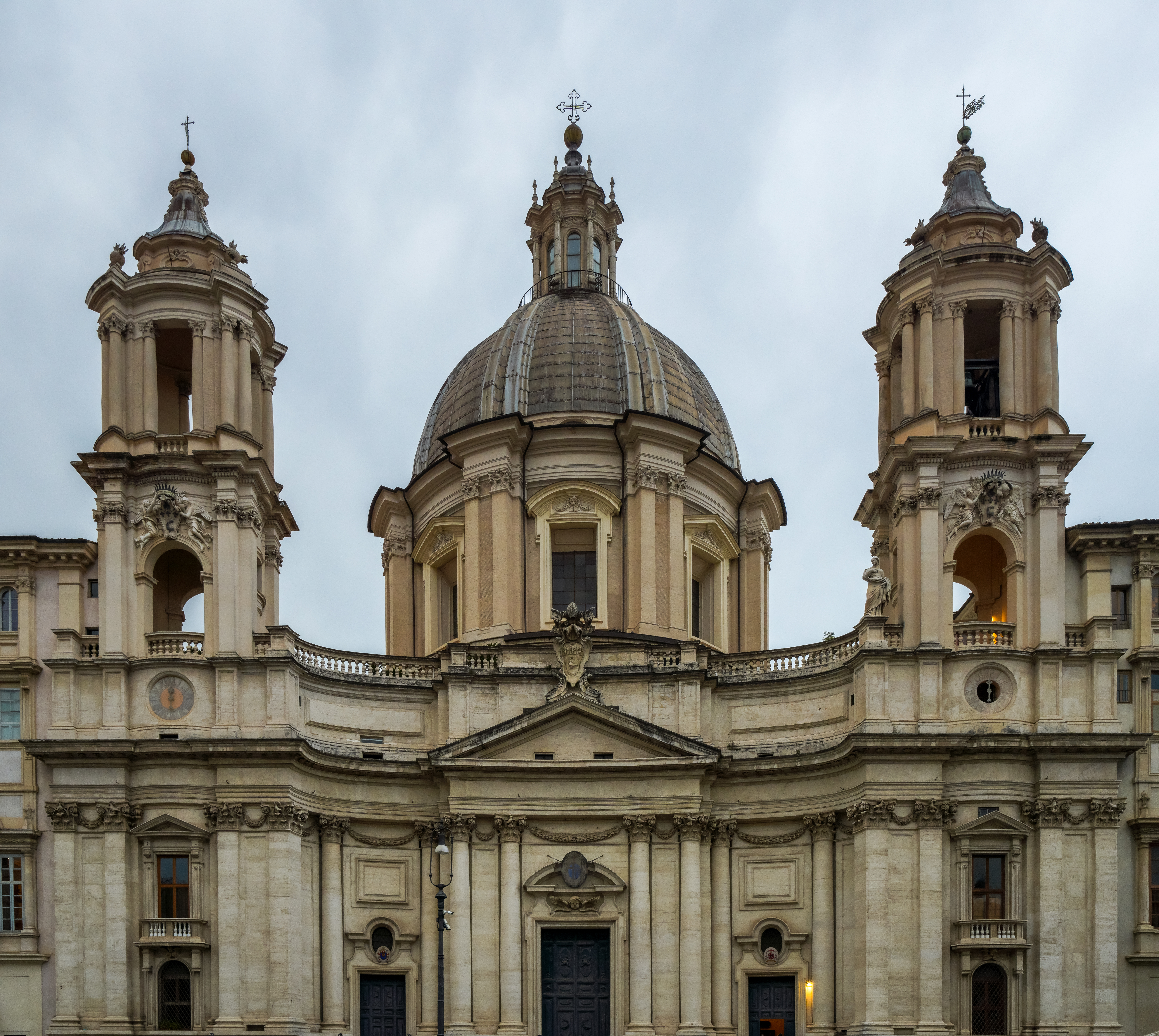
Sant’Agnese in Agone

- Santa Maria della Scala, Trastevere, Rom (1610)
- Santa Teresa, Caprarola bei Rom  (1620)
- Palazzo Pamphilj, Piazza Navona, Rom (1644–1650)
- Sant’Agnese in Agone, Piazza Navona, Rom  (1650–1657)

| Personendaten    | Personendaten                           |
| ---------------- | --------------------------------------- |
| NAME             | Rainaldi, Girolamo                      |
| KURZBESCHREIBUNG | italienischer Architekt des Manierismus |
| GEBURTSDATUM     | 4. Mai 1570                             |
| GEBURTSORT       | Rom                                     |
| STERBEDATUM      | 15. Juli 1655                           |
| STERBEORT        | Rom                                     |